# Мамунул Хак
Мамунул Хак (бенг. মামুনুল হক, англ. Mamunul Haque; род. в ноябре 1973) — исламский богослов-деобандит из Бангладеш, политик, академик, писатель, редактор, исламский оратор и социальный реформатор.
Мамунул Хак родился в ноябре 1973 года в семье Азизул Хака, основателя партии Хилафат Маджлис и первого переводчика «Сахих аль-Бухари» на бенгальский язык.
В 2020—2021 годах Мамунул Хак был генеральным секретарём организации Хефазат-е-Ислам («Хранители ислама»), с 2020 года — действующий генеральный секретарь партии Хилафат Маджлис («Совет халифата»). Шейх-уль-хадис Джамия Рахмания Арабия в Дакке, основатель Мечети Бабри Бангладеш, главный редактор ежемесячного издания «Рахмани Пайгам», хатиб в пятничной мечети Байтул Мамур. Также он Мамунул Хак является руководителем ряда других организаций, в том числе и Рабитатул Ваизин — организации исламских ораторов Бангладеш.
Мамунул Хак стал популярен среди сторонников жёсткой линии, выступающих против атеистов, секуляристов, противников ислама, и был арестован за руководящую роль в этом движении. 65 организаций, включая Авами лиг, Студенческую лигу Бангладеш, Молодёжную лигу, начали массовое движение по стране, требуя запрета на его деятельность, ареста и образцового наказания Мамунул Хака за пропаганду исламского фундаментализма.